# Байрон, Уильям, 3-й барон Байрон
Уильям Байрон (англ. William Byron; 1636 — 13 ноября 1695) — английский аристократ, 3-й барон Байрон с 1679 года. Принадлежал к влиятельному рыцарскому роду, представители которого с XI века владели землями в Ноттингемшире и с 1322 года заседали в парламенте. После смерти в 1679 году отца, сэра Ричарда Байрона, 2-го барона Байрона, унаследовал семейные владения и титул.
Барон был женат на Элизабет Чауорт, дочери Джона Чауорта, 2-го виконта Чауорта, и Элизабет Ноэль. В этом браке родились пятеро сыновей, из которых четверо умерли детьми:
- Уильям[4];
- Ричард[4];
- Джон[4];
- Эрнест[4];
- Уильям (1669/70—1736), 4-й барон Байрон.

Вторым браком барон женился в 1685 году на Элизабет Стоунхауз, дочери сэра Джорджа Стоунхауза, 3-го баронета, и Маргарет Ловелас. В одном из двух браков (в каком, неизвестно) родилась дочь Кэтрин, жена Артура Коула, 1-го барона Рэнли.